# 功能验证
功能验证（英語：functional verification），是电子设计自动化中验证数字电路是否与预定规范功能相符的一个验证过程，通常所说的功能验证、功能仿真是指不考虑实际器件的延迟时间，只考虑逻辑功能的一个流程。功能验证的目标是达到尽可能高的测试覆盖率，被测试的内容要尽可能覆盖所有的语句、逻辑分支、条件、路径、触发、状态机的状态等，:141-144同时在某些阶段还必须包括对时序的检查。在较小型的电路设计中，设计人员可以利用硬件描述语言来建立测试平台（通常这是一个顶级模块），通过指定测试向量来检验被测模块在各种输入情况下，检验对应的输出是符合要求。但是，在更大型集成电路设计项目中，该过程会耗费设计人员较大的时间和精力。许多项目都采用计算机辅助工程工具来协助验证人员创建随机测试激励向量。:136其中，硬件验证语言在建立随机测试和功能覆盖方面具有显著的优势，它们通常提供了专门用来进行功能覆盖和产生可约束随机测试激励向量的数据结构。:137除了上面讲述的这种通过输入测试向量的方式，功能验证还可以通过形式等效性检查（形式验证）、断言等方式来进行，达到更高的功能覆盖率。

## 功能验证工具
- Avery Design Systems: SimCluster (for parallel logic simulation) and Insight (for formal verification)
- Breker Verification Systems, Inc.（页面存档备份，存于）: Trek (a model-based test generation tool for complex SoCs)
- Cadence设计系统
- EVE/ZeBu
- Mentor Graphics
- Nusym Technology
- Obsidian Software
- 新思